# IC 1156
IC 1156 ist eine elliptische Galaxie vom Hubble-Typ E im Sternbild Schlange nördlich des Himmelsäquators, die schätzungsweise 416 Millionen Lichtjahre von der Milchstraße entfernt ist.
Das Objekt wurde am 15. Juni 1888 von Lewis Swift entdeckt.